# Laya
Laya es una población y municipio en el Gewog (conjunto de ciudades) de Gasa, en el Distrito de Gasa al noroeste de Bután. Está habitado por los indígenas Layap, y se trata de la población más alta del país, y una de las más altas del mundo.